# Bardsragujn chumb 2014-2015
Il Bardsragujn chumb 2014-2015 è stata la 23ª edizione della massima serie del campionato di calcio armeno. Ad aggiudicarsi il titolo è stato il Pyunik, per la 14ª volta nella sua storia.

## Formula
In seguito al mancato arrivo di squadre dalla Seconda Divisione, si è deciso di ripescare il retrocesso Alaškert. Le squadre disputano il consueto doppio turno di andata e ritorno per un totale di 28 partite.
La squadra campione d'Armenia si qualifica alla UEFA Champions League 2015-2016 partendo dal primo turno preliminare.
Le squadre classificate al secondo e terzo posto, così come la vincitore della Coppa Nazionale, sono ammesse alla UEFA Europa League 2015-2016 partendo dal primo turno preliminare. Se la vincitrice della Coppa Nazionale è già qualificata alle coppe europee tramite il campionato il suo posto verrà preso dalla squadra al quarto posto in classifica.
L'ultima retrocede in Aradżin Chumb.

## Squadre 2014-2015
| Club        | Città  | Stadio                | Posizione 2013-2014 |
| ----------- | ------ | --------------------- | ------------------- |
| Alaškert    | Erevan | Nairi Stadium         | 8º posto, ripescata |
| Ararat      | Erevan | Stadio Hrazdan        | 4º posto            |
| Banants     | Erevan | Stadio Banants        | Campione            |
| Ganjasar    | Kapan  | Stadio Ganjasar       | 5º posto            |
| Mika Erevan | Erevan | Stadio Mika           | 3º posto            |
| P'yownik    | Erevan | Stadio Hanrapetakan   | 6º posto            |
| Širak       | Gyumri | Stadio Arnar (Ijevan) | 2º posto            |
| Ulisses     | Erevan | Kazak Stadium         | 7º posto            |

## Classifica
|                    | Pos. | Squadra     | Pt | G  | V  | N  | P  | GF | GS | DR  |
| ------------------ | ---- | ----------- | -- | -- | -- | -- | -- | -- | -- | --- |
| Armenia (bandiera) | 1.   | P'yownik    | 61 | 28 | 19 | 4  | 5  | 58 | 26 | +32 |
|                    | 2.   | Ulisses     | 50 | 28 | 15 | 5  | 8  | 43 | 32 | +11 |
|                    | 3.   | Širak       | 49 | 28 | 14 | 7  | 7  | 51 | 32 | +19 |
| [ 1 ]              | 4.   | Alaškert    | 38 | 28 | 10 | 8  | 10 | 32 | 35 | -3  |
|                    | 5.   | Mika Erevan | 37 | 28 | 9  | 10 | 9  | 33 | 34 | -1  |
|                    | 6.   | Banants     | 32 | 28 | 8  | 8  | 12 | 42 | 46 | -4  |
|                    | 7.   | Ganjasar    | 29 | 28 | 7  | 8  | 13 | 31 | 44 | -13 |
|                    | 8.   | Ararat      | 13 | 28 | 3  | 4  | 21 | 28 | 69 | -41 |

Legenda:

      Campione d'Armenia e ammessa alla UEFA Champions League 2015-2016
      Ammesse alla UEFA Europa League 2015-2016
      Retrocessa in Aradżin Chumb 2015-2016
Note:

Tre punti a vittoria, uno a pareggio, zero a sconfitta.

## Risultati
|           | Ala     | Ara     | Ban     | Gan     | Mik     | Pyu     | Šir     | Uli     |
| --------- | ------- | ------- | ------- | ------- | ------- | ------- | ------- | ------- |
| Alashkert | ––––    | 3-2 1-1 | 0-0 3-1 | 1-0     | 2-0 1-2 | 0-2 0-1 | 2-0 1-1 | 0-2 1-0 |
| Ararat    | 2-1 0-1 | ––––    | 4-6 2-2 | 1-5 0-2 | 2-0 0-1 | 0-3 2-2 | 0-2 2-4 | 2-3 1-3 |
| Banants   | 1-0 2-0 | 3-0 3-1 | ––––    | 3-3 2-0 | 0-2 0-0 | 2-3 1-2 | 1-1 3-6 | 0-2 3-0 |
| Ganjasar  | 1-0 2-3 | 1-0 0-3 | 3-1 2-0 | ––––    | 2-1 0-0 | 3-4 0-1 | 0-3 3-3 | 0-0     |
| Mika      | 0-0 1-1 | 3-1 3-0 | 1-1 2-2 | 1-1     | ––––    | 1-1 1-0 | 3-1 2-2 | 3-0 1-2 |
| Pyunik    | 3-3 3-1 | 4-0     | 1-0 1-2 | 2-0 3-1 | 5-0 3-2 | ––––    | 1-0 2-1 | 0-2 3-0 |
| Širak     | 1-1 2-2 | 3-2 4-0 | 2-0 2-2 | 1-0 2-0 | 1-0 2-0 | 0-0 0-2 | ––––    | 1-2 2-0 |
| Ulisses   | 5-1 2-2 | 2-0 0-0 | 1-0 2-1 | 7-1 0-0 | 3-1 0-1 | 2-1     | 1-2 0-4 | ––––    |

## Verdetti
- Campione:  P'yownik
- In UEFA Champions League 2015-2016:  P'yownik
- In UEFA Europa League 2015-2016:  Ulisses,  Širak,  Alaškert
- Retrocessa in Aradżin Chumb:  Ararat